# Roger Normand

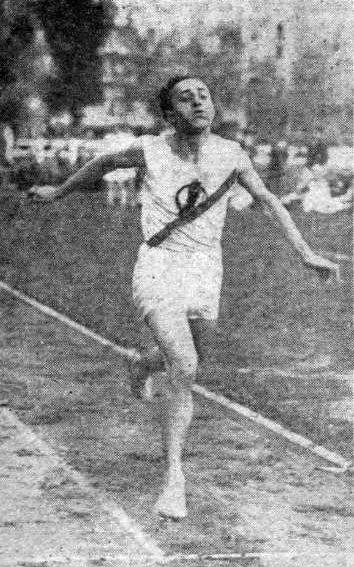
Roger Normand, 1933

Roger Normand (* 9. Februar 1912 in Paris; † 26. Dezember 1983 ebenda) war ein französischer Mittelstreckenläufer.
Bei den Leichtathletik-Europameisterschaften 1934 gewann er Bronze über 1500 m.
Viermal wurde er Französischer Meister über 1500 m (1933, 1935, 1937, 1939). Seine Bestzeit über diese Distanz von 3:53,6 min stellte er am 22. September 1935 in Turin auf.